# Xã Harris, Quận Itasca, Minnesota
Xã Harris (tiếng Anh: Harris Township) là một xã thuộc quận Itasca, tiểu bang Minnesota, Hoa Kỳ. Năm 2010, dân số của xã này là 3.253 người.